# Џери Сити (Охајо)
Џери Сити (енгл. Jerry City) град је у америчкој савезној држави Охајо.

## Демографија
По попису из 2010. године број становника је 427, што је 26 (-5,7%) становника мање него 2000. године.
| Група             | 2000.       | 2010.       |
| Белци             | 444 (98,0%) | 403 (94,4%) |
| Афроамериканци    | 0 (0,0%)    | 0 (0,0%)    |
| Азијати           | 0 (0,0%)    | 0 (0,0%)    |
| Хиспаноамериканци | 9 (2,0%)    | 22 (5,2%)   |
| Укупно            | 453         | 427         |